# Joseph Hoffmann (Baumeister)

Joseph Hoffmann

Joseph Hoffmann (* 16. Oktober 1810 in Mannheim; † 15. Mai 1881 in Ludwigshafen am Rhein) war ein deutscher Baumeister und Bauunternehmer, der auch kommunalpolitisch aktiv war und als Bürgermeister von Ludwigshafen am Rhein amtierte.

## Leben
Er war der Sohn des Maurers Franz Xaver Hoffmann (1776–1845) und dessen Ehefrau Margarethe geb. Kohlschmitt (1784–1826). 
Joseph Hoffmann arbeitete zunächst als Steinhauer und Maurer in Mannheim. Er gründete nach dem Ankauf der gegenüber von Mannheim gelegenen Rheinschanze (dem späteren Ludwigshafen am Rhein) durch das Königreich Bayern, dort im März 1843 ein Baugeschäft, das sich zum bedeutendsten Unternehmen seiner Art in der Pfalz entwickelte (Joseph Hoffmann & Söhne, ab 1870 oHG, ab 1913 GmbH, ab 1922 Aktiengesellschaft, 1958 aufgelöst). Zu den unter seiner Leitung errichteten Bauten gehören die Lutherkirche und St. Ludwig in Ludwigshafen, das königliche Schloss Villa Ludwigshöhe bei Edenkoben und zahlreiche öffentliche, private und Industriebauten in Ludwigshafen.
1850 verlegte er seinen Wohnsitz nach Ludwigshafen. Hoffmann war Vorsitzender der Pfälzischen Handels- und Gewerbekammer, beteiligte sich 1867 an der Gründung der Waggonbaufabrik in Ludwigshafen und gilt mit der von ihm verfassten „Kurzen Geschichte des Handelsplatzes Ludwigshafen von ihrer frühesten Erinnerung bis zum Jahr 1868“ (Ludwigshafener Anzeiger 1868, Nr. 1–18) als erster Geschichtsschreiber der Stadt Ludwigshafen.
1834 heiratete er Margaretha Grohé (* 21. März 1809 in Mannheim; † 14. Juli 1883 in Ludwigshafen), eine Tochter des Mannheimer Bürgers und Gärtners Johann Georg Grohé und seiner Frau Juliane Sophie LeComte.

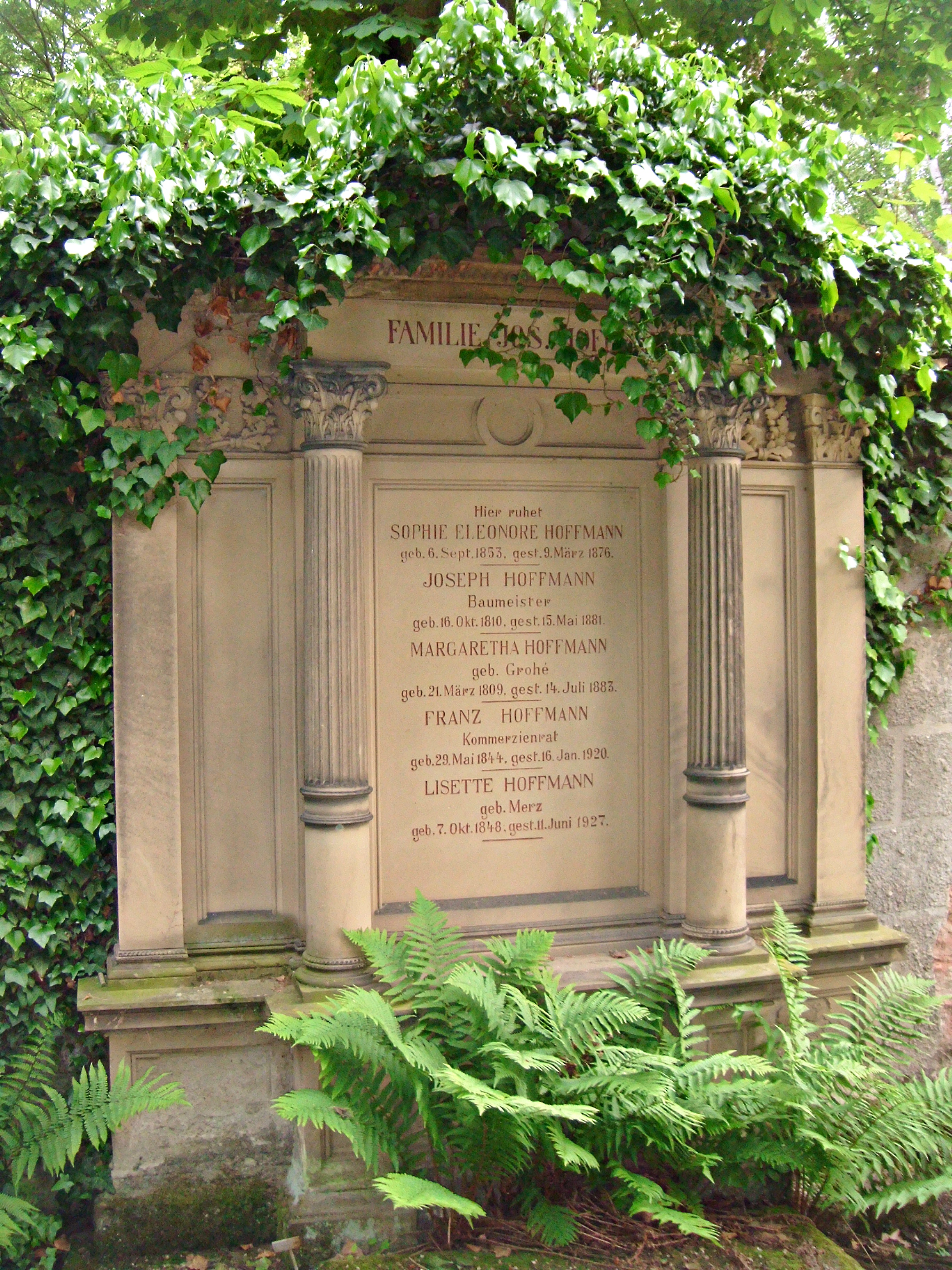
Grabmal auf dem Hauptfriedhof Ludwigshafen

Aus der Ehe gingen vier Söhne und fünf Töchter hervor, u. a.:
- Franz Hoffmann sen. (* 29. Mai 1844 in Mannheim; † 16. Januar 1920 in Ludwigshafen), Baumeister und Stadtrat in Ludwigshafen, Königlich Bayerischer Kommerzienrat
- Wendelin Hoffmann (* 10. Dezember 1845 in Mannheim; † 23. September 1891 in Ludwigshafen), Baumeister, Stadtrat und Bürgermeister von Ludwigshafen
- Joseph Hoffmann (* 10. März 1850 in Mannheim; † 15. Juli 1913 ebenda), Baumeister

## Politik
In Ludwigshafen war Hoffmann ab 1850 Mitglied der Lokalkommission, von 1853 bis 1858 des Gemeinderat und von 1863 bis 1868 des Stadtrat. 1868 wurde er zum Bürgermeister der Stadt gewählt. Zu den Maßnahmen seiner Amtszeit gehörte unter anderem der Bau des städtischen Gaswerks, das am 4. November 1871 in Betrieb genommen wurde. Bei der Neuwahl 1872 stellte er sich nicht mehr zur Verfügung.

## Ehrungen
Hoffmann wurde auf dem Hauptfriedhof in Ludwigshafen beigesetzt. Die Grabstätte ist heute ein Ehrengrab der Stadt Ludwigshafen. In Ludwigshafen wurde die Bürgermeister-Hoffmann-Straße nach ihm benannt.